# Karl Haubach
Karl Ludwig Haubach (* 16. September 1859 in Darmstadt; † 13. September 1937 in Wiesbaden) war ein deutscher Architekt und preußischer Baubeamter.

## Leben
Karl Haubach studierte das Hochbaufach und wurde 1883 zum Regierungs-Bauführer ernannt. Nach bestandenem Staatsexamen folgte 1890 die Ernennung zum Regierungs-Baumeister. Im selben Jahr heiratete er in Darmstadt Katharine Margarethe Spengler und zog nach Berlin. Dort wurde 1891 der Sohn Ferdinand Karl Theodor geboren und 1896 der Sohn Carl August Theodor. Im Sommer 1898 musste er seine Aufgaben wegen eines schweren Nervenleidens abgeben. 1901 kam er zur Regierung von Erfurt, wo er erst als Vertretung und dann als hauptamtlicher Kreisbauinspektor in Heiligenstadt tätig war. 1906 wurde er als Landbauinspektor nach Oppeln versetzt. Dort erhielt er 1907 den Charakter als Baurat und wurde 1908 zum Regierungs- und Baurat ernannt. 1918 wurde ihm der Charakter als Geheimer Baurat verliehen. Zu der Zeit diente er als Soldat in der Preußischen Armee und wurde 1918 zum Leutnant der Reserve befördert. 1919 wurde er wieder nach Erfurt versetzt. Dort führte er die Aufsicht über Kirchenbauten im Eichsfeld. 1924 wurde er als Oberregierungs- und Baurat in den Ruhestand versetzt.

## Werke
- 1897–1899: Kaiserin Augusta-Gymnasium (heute Ludwig-Cauer-Grundschule) in Charlottenburg, Cauerstraße 36–38 (anfangs zusammen mit Otto Poetsch, dann allein bis Sommer 1898, danach abgelöst von Alfred Sproemberg)[13][14] (Denkmalschutz)[15]
- 1915: Amtsgericht Pitschen (Aufsicht)[16]
- 1919–1922: St. Cyriakus in Bernterode (Oberleitung zusammen mit Arthur Klickton, von dem auch der Entwurf stammte)[17]
- 1920–1923: St. Bonifatius in Wüstheuterode (Oberleitung zusammen mit Arthur Klickton, von dem auch der Entwurf stammte)[18]
- 1923–1924: St. Cosmas und Damian in Geisleden (Oberleitung zusammen mit Arthur Klickton, von dem auch der Entwurf stammte).[19]

## Ehrungen
- 1899: Königlicher Kronenorden IV. Klasse[20]
- 1911: Roter Adlerorden IV. Klasse[21]